# Aleksandra Vasiljević
Aleksandra Vasiljević (* 10. August 1986 in Sarajevo) ist eine ehemalige bosnisch-herzegowinische Biathletin.

## Werdegang
Aleksandra Vasiljević, Studentin aus Pale, tritt für Romanija an und wird von Tomislav Lopatić trainiert. Seit 1998 betreibt sie Biathlonsport, seit 2002 gehört sie zum Nationalkader Bosnien-Herzegowinas. Die nur 1,65 m große und 55 Kilo leichte Athletin gab ihr internationales Debüt bei den Juniorenweltmeisterschaften 2002 in Ridnaun. Dort belegte sie in Einzel, Sprint und Verfolgung jeweils Plätze zwischen 40 und 50. Seit der Saison 2002/03 startet sie auch im Junioren-Europacup, wo die Ränge 18 in Sprint und Verfolgung von Obertilliach beste Resultate wurden. Die zweite Teilnahme an einer Junioren-WM 2003 in Kościelisko brachte mit Platz 30 und 15 in der Verfolgung respektable Resultate. Bei der Europameisterschaft bewegten sich die Ergebnisse ebenfalls um Platz 30. In etwa dieselben Leistungen erreichte Vasiljević auch bei der Junioren-WM 2004 in Haute-Maurienne. Die vierte Junioren-WM lief sie 2005 in Kontiolahti, ohne jedoch erneut die guten Ergebnisse der beiden Vorjahre zu erreichen. Ihre letzte Junioren-WM lief Vasiljević 2007 in Martell und belegte dort als bestes Resultat den 30. Platz im Einzel.
Seit der Saison 2003/04 tritt Vasiljević im Biathlon-Europacup an, auch hier waren Ergebnisse um Rang 30 in der ersten Saison normal. Das Biathlon-Weltcup-Debüt folgte zum Beginn der Saison 2004/05. Ihr erstes Rennen bestritt sie in Beitostølen und wurde 104. eines Sprints. Höhepunkt der ersten Senioren-Saison war die Teilnahme an den Biathlon-Weltmeisterschaften 2005 in Hochfilzen. Dort belegte sie sowohl im Einzel wie auch im Sprint den 86. Platz. Im Weltcup wurden Ergebnisse um die Ränge 80 und 90 normal, selten lief sie auf schlechtere, manchmal auf bessere Ränge. Höhepunkt in Vasiljevićs Karriere ist bislang die Teilnahme an den Olympischen Winterspielen 2006 von Turin. Eine besondere Ehre war für die Athletin, dass sie zur Fahnenträgerin bei der Eröffnungsfeier ihrer Nation auserwählt wurde. Bei den Wettkämpfen erreichte sie den 78. Platz im Sprint und wurde 74. im Einzel. Kurz nach den Spielen lief sie Bosniakin in Kontiolahti als 68 auf die bislang beste Platzierung im Weltcup. Bestes Resultat bei den Biathlon-Europameisterschaften 2006 in Langdorf wurde Platz 42 im Einzel. Gute Platzierungen erreichte Vasiljević auch bei den Sommerbiathlon-Weltmeisterschaften 2006 in Ufa und wurde dort Zehnte im Skiroller-Sprint und 22. im Crosslauf-Sprint. Die Biathlon-Weltmeisterschaften 2007 in Antholz brachten mit Platz 78 im Einzel und 82 im Sprint typische Ergebnisse für die Biathletin. Besser lief es bei den Biathlon-Europameisterschaften 2007 in Bansko mit einem 18. Platz im Einzel. Auch die Biathlon-Weltmeisterschaften 2008 von Östersund endeten mit Rängen im 80er-Bereich. Vasiljević wurde 83. im Einzel und 81. des Sprintrennens. Die Biathlon-Europameisterschaften 2008 in Nové Město na Moravě verliefen weniger erfreulich, Vasiljević wurde nur 52. des Einzels und 53. der Verfolgung und platzierte sich damit recht weit hinten.

## Biathlon-Weltcup-Platzierungen
Die Tabelle zeigt alle Platzierungen (je nach Austragungsjahr einschließlich Olympische Spiele und Weltmeisterschaften).
- 1.–3. Platz: Anzahl der Podiumsplatzierungen
- Top 10: Anzahl der Platzierungen unter den ersten zehn (einschließlich Podium)
- Punkteränge: Anzahl der Platzierungen innerhalb der Punkteränge (einschließlich Podium und Top 10)
- Starts: Anzahl gelaufener Rennen in der jeweiligen Disziplin

| Platzierung                      | Einzel | Sprint | Verfolgung | Massenstart | Staffel | Gesamt |
| -------------------------------- | ------ | ------ | ---------- | ----------- | ------- | ------ |
| 1. Platz                         |        |        |            |             |         |        |
| 2. Platz                         |        |        |            |             |         |        |
| 3. Platz                         |        |        |            |             |         |        |
| Top 10                           |        |        |            |             |         |        |
| Punkteränge                      |        |        |            |             |         |        |
| Starts                           | 12     | 33     |            |             |         | 45     |
| Stand: nach der Saison 2011/2012 |        |        |            |             |         |        |